# DAC Utánpótlás FC

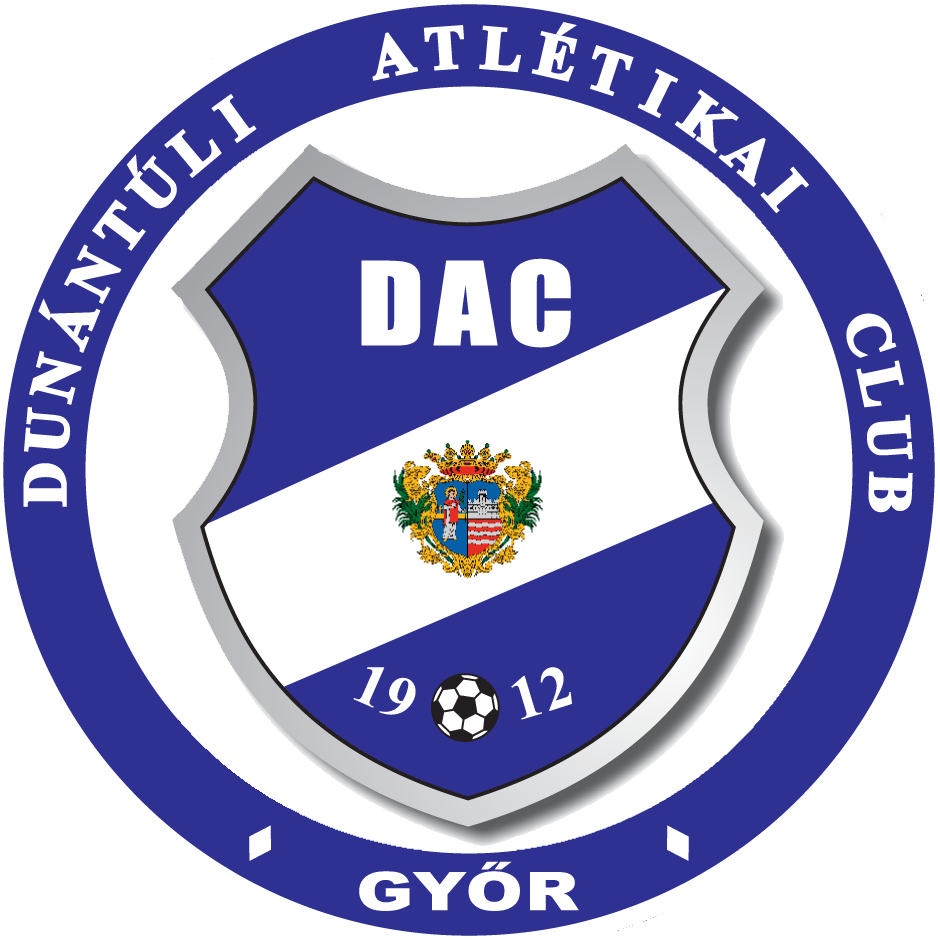
Logo des DAC Utánpótlás FC

Der DAC Utánpótlás FC ist ein ungarischer Fußballverein aus der nordwestungarischen Stadt Győr, der zurzeit in der Győr-Moson-Sopron Bezirksklasse II spielt. Der Verein heißt mit vollständigem Namen Dunántúli Atlétikai Club Utánpótlás Futball Club.

## Namensentwicklung
Der Verein wurde 1912 als III. Kerületi Sportklub (also „Sportverein des 3. Bezirks“) gegründet, wurde aber schon im Folgejahr in DAC umbenannt. Einige weitere Namenswechsel kennzeichnen die weitere Vereinsgeschichte. 1945 kam der Klub unter den Einfluss der Eisenbahner, hieß zunächst MÁV-DAC, dann Győri Vasutas, GyVSE-DAC, Győri-Lokomotív SE und schließlich wieder MÁV-DAC. Dieser Name hatte lange Zeit bestand, ehe die Firma Integrál 2001 einstieg und der Verein aus dem Stadtteil Nádorváros den Namen Integrál DAC erhielt. „Integrál“ steht hierbei für den Haupt- und Namenssponsor, die Integrál-H Rt. Der Rest bedeutet auf Deutsch „Transdanubischer Athleten-Club“. Im Dezember 2008 zog sich der Sponsor zurück und der Verein trägt nach mehreren Namenswechseln seit 2016 den aktuellen Namen.

## Das Stadion
Das Nádorvárosi Stadion wurde zwischen 1979 und 1980 gebaut. Es verfügt über 1.500 Sitz- und 4.500 Stehplätze.

## Bedeutende Spiele
- Derby: Am 1. Mai 1914 fand das erste Stadtderby zwischen dem DAC und dem Győri ETO FC statt, das der DAC überraschend mit 1:0 gewann.
- 1. Spiel im neuen Stadion: 2:3 gegen Szombathelyi Sabaria am 4. Mai 1980 vor 1.000 Zuschauern.
- Offizielle Stadioneröffnung: 1:5 gegen Rába ETO am 30. Juli 1980 vor 600 Zuschauern.
- Zuschauerrekord: Im ungarischen Pokal-Viertelfinale beim Spiel gegen Budapest Honvéd (18. März 1981, Ergebnis: 0:5) vor 7.000 Zuschauern.
- Größter Erfolg: Nach einer 0:1-Heimniederlage im Hinspiel schaffte der Integrál DAC, am 25. März 2008 mit dem 2:1 bei Erstligist Vasas SC, erstmals den Einzug ins ungarische Pokal-Halbfinale.